# 周雅玲
周雅玲（1968年6月25日—），台灣政治人物，台灣臺北縣汐止鎮（今新北市汐止區）人，民主進步黨籍，前立法委員周雅淑之妹，曾任台北縣議員。

## 選舉紀錄
| 年度 | 選舉屆數               | 選舉區             | 所屬政黨   | 得票數 | 得票率 | 當選標記 | 備註 |
| ---- | ---------------------- | ------------------ | ---------- | ------ | ------ | -------- | ---- |
| 2001 | 第十五屆台北縣議員選舉 | 台北縣第八選舉區   | 無黨籍     | 4,176  | 6.87%  |          |      |
| 2005 | 第十六屆新北市議員選舉 | 台北縣第八選舉區   | 民主進步黨 | 15,526 | 15.20% |          |      |
| 2010 | 第一屆新北市議員選舉   | 新北市第十選舉區   | 民主進步黨 | 16,245 | 13.18% |          |      |
| 2014 | 第二屆新北市議員選舉   | 新北市第十選舉區   | 民主進步黨 | 25,503 | 23.55% |          |      |
| 2018 | 第三屆新北市議員選舉   | 新北市第十選舉區   | 民主進步黨 | 20,746 | 17.34% |          |      |
| 2022 | 第四屆新北市議員選舉   | 新北市第十一選舉區 | 民主進步黨 | 20,409 | 18.59% |          |      |

## 爭議
2016年，周雅玲同居之前夫及擔任其服務處秘書的劉財鑫，涉嫌勾結天道盟天傑會進行違法行為及代表周雅玲出席大小會議。
2021年9月16日，周雅玲因擔任市議員11年來，涉嫌利用人頭詐領助理費1,359萬元，遭新北地檢署搜索、訊問後，向新北地院聲請羈押禁見，由新北地院裁定300萬元交保。周雅玲的姊姊、妹妹也因涉嫌當人頭，列為被告，檢方訊問後諭令姊、妹各以10萬、20萬元交保。
2023年10月11日，周雅玲與胞妹周雯瑛，分別被判決8月及6月徒刑，緩刑3年

## 外部連結
- 新北市議員周雅玲粉絲團 （页面存档备份，存于）